# Starý Stránov
Starý Stránov (také Myškův hrádek nebo Hrádek nad Zámostím) je zřícenina nad levým břehem Jizery v nadmořské výšce 240 m n. m. v Pískové Lhotě v okrese Mladá Boleslav. Dochovaly se tři obvodní zdi paláce. Od roku 1967 je chráněn jako kulturní památka.

## Historie
První zpráva o hradu pochází z roku 1297, kdy jej vlastnil Mikuláš z Hrádku. Jednalo se o menší hrad na ostrohu nad Jizerou. Později se zde střídali příslušníci drobné šlechty. Koncem 14. a v 15. století to byli Myškové z Hrádku, po nichž získal hrad své jméno. Václav Myška z Hrádku jej nechal mezi lety 1404 a 1415 přestavět. Jeho potomci žili na hradě ještě roku 1469, po kterém se vystřídalo několik majitelů z blízkého okolí. Ke konci 15. století připojili hrádek ke svému hradu Stránov Stránovští ze Sovojovic. Od té nebyl trvale obýván a začal chátrat. Později bylo do hradu vestavěno několik domků.

## Stavební podoba
Přistupová cesta vedla z jihu. Vlastní hrad byl ze dvou stran chráněn strmými svahy a zbylé strany zabezpečil mohutný příkop. Nejdelší dochovaná zeď je stěnou plochostropého paláce, do kterého byly vestavěny dva novověké domy. Ostatní budovy a opevnění zanikly.

## Galerie

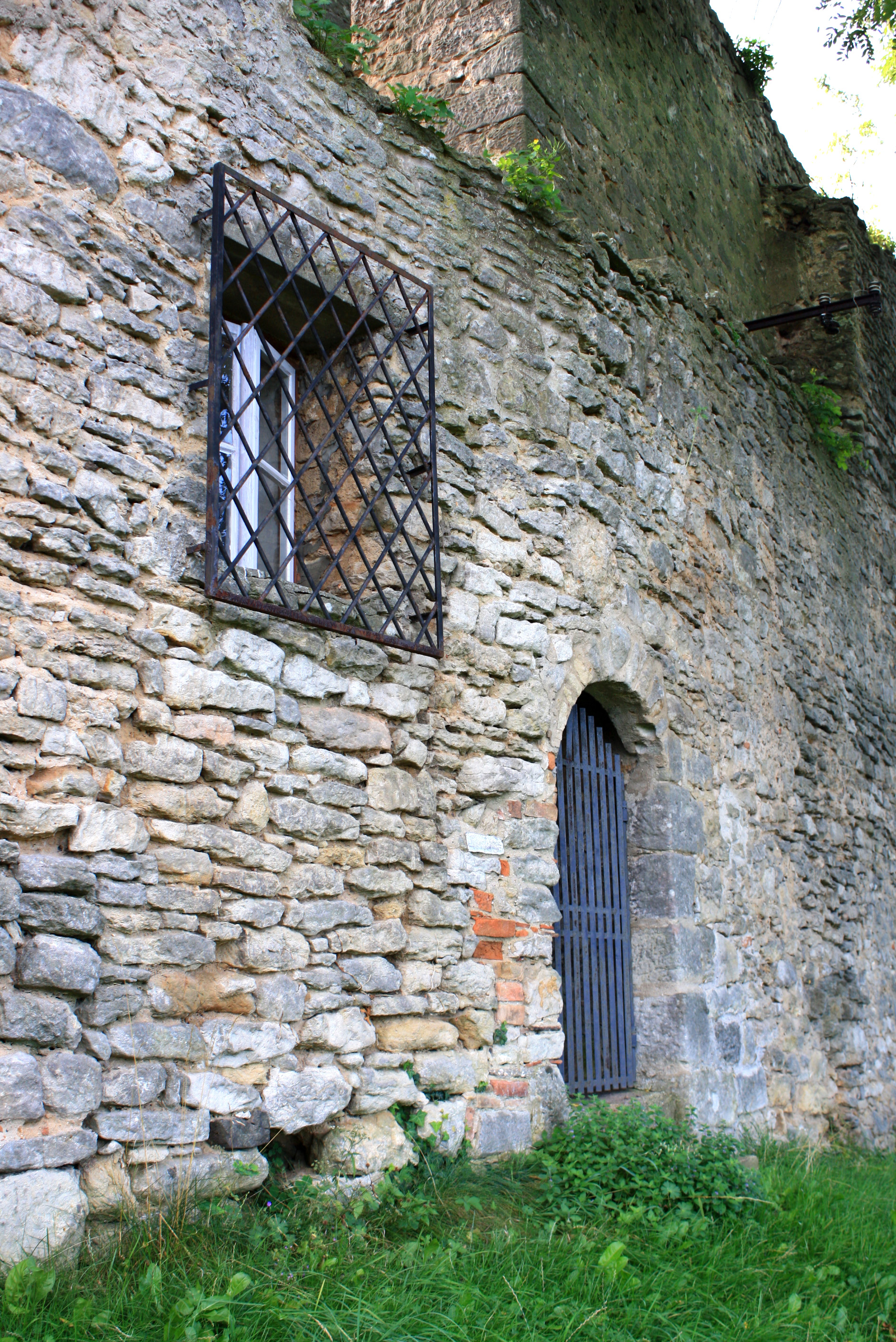
Detail vchodu a okna
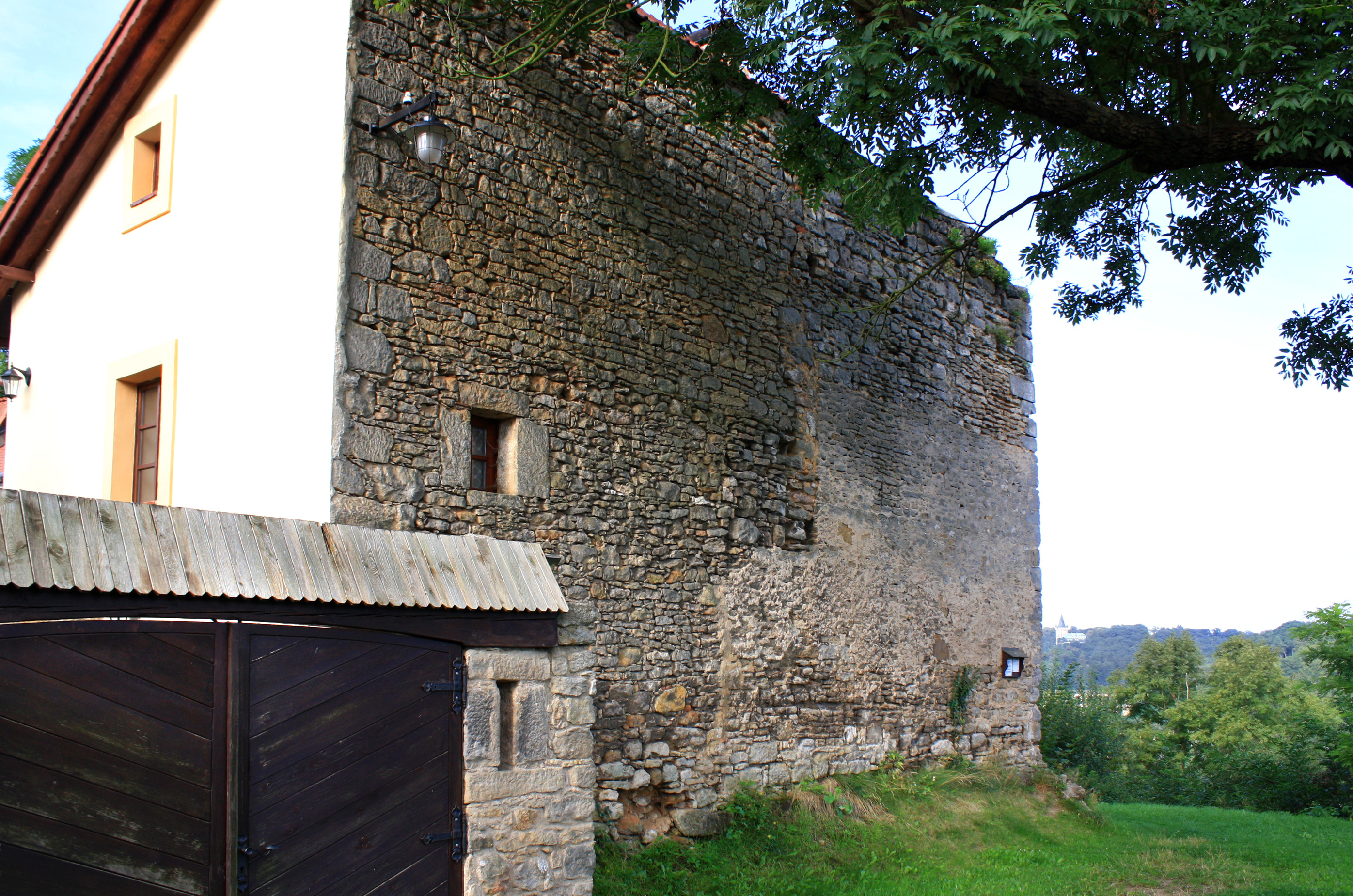
Domek vestavěný do hradu
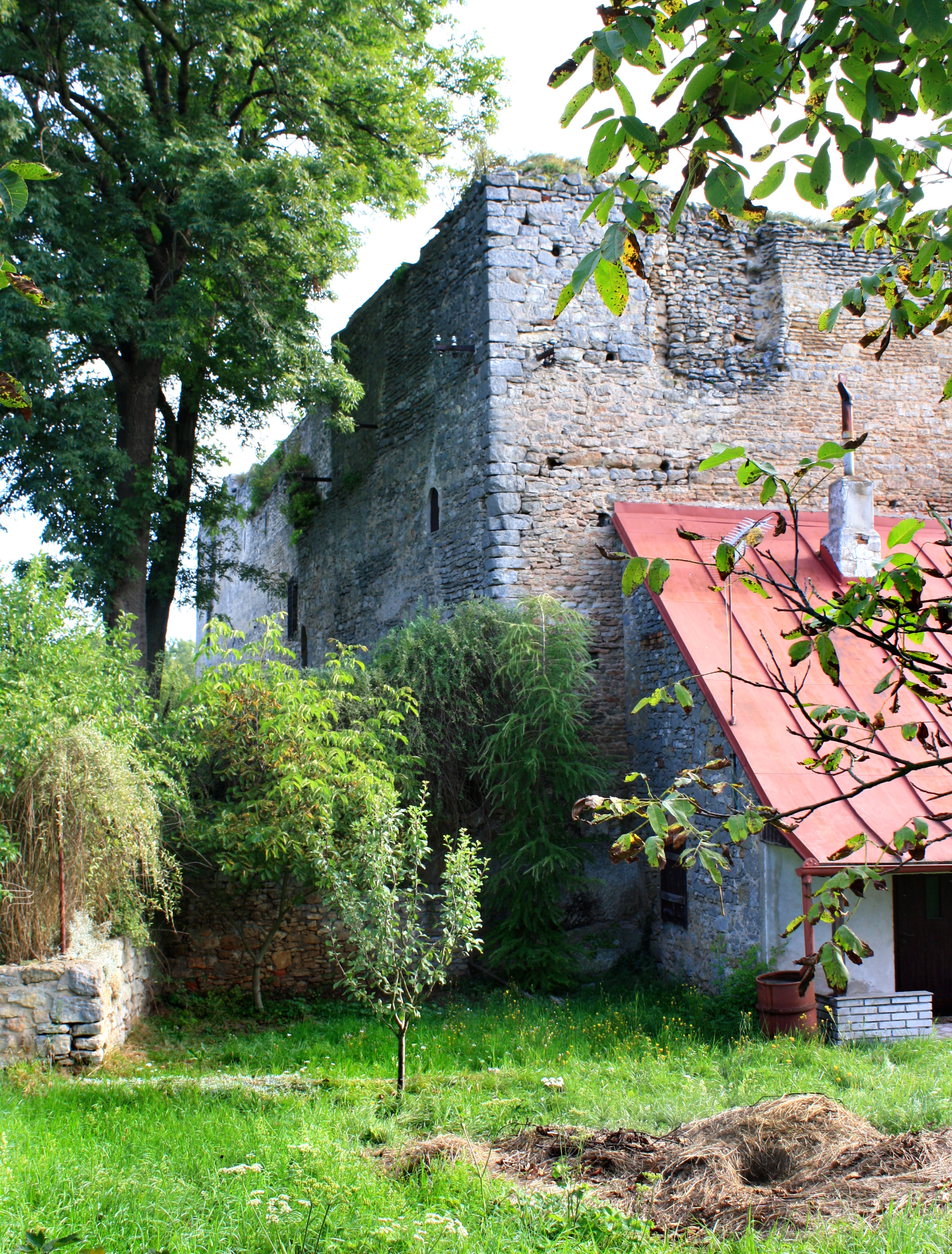
Hrádek od jihozápadu